# Mansion
Mansion är en ort i Saint Kitts och Nevis. Den ligger i parishen Christ Church Nichola Town, i den centrala delen av landet, 8 km norr om huvudstaden Basseterre. Mansion ligger 108 meter över havet och antalet invånare är 690. Den ligger på ön Saint Christopher.